# Пардина (Тулћа)
Пардина (рум. Pardina) насеље је у Румунији у округу Тулћа у општини Пардина. Oпштина се налази на надморској висини од 1 m.

## Становништво
Према подацима из 2002. године у насељу је живело 712 становника.

### Попис2002.
| Расподела становништва по националности 2002.‍ | Расподела становништва по националности 2002.‍ | Расподела становништва по националности 2002.‍ | Расподела становништва по националности 2002.‍ | Расподела становништва по националности 2002.‍ |
| --------------------------------------------- | --------------------------------------------- | --------------------------------------------- | --------------------------------------------- | --------------------------------------------- |
|                                               |                                               |                                               |                                               |                                               |
| Румуни                                        | Румуни                                        |                                               | 679                                           | 95,5%                                         |
| Украјинци                                     | Украјинци                                     |                                               | 23                                            | 3,2%                                          |
| Руси                                          | Руси                                          |                                               | 9                                             | 1,3%                                          |